# 4206 Verulamium
4206 Verulamium este un asteroid din centura principală, descoperit pe 25 august 1986 de Henri Debehogne.